# ジュール・ド・セインヌ

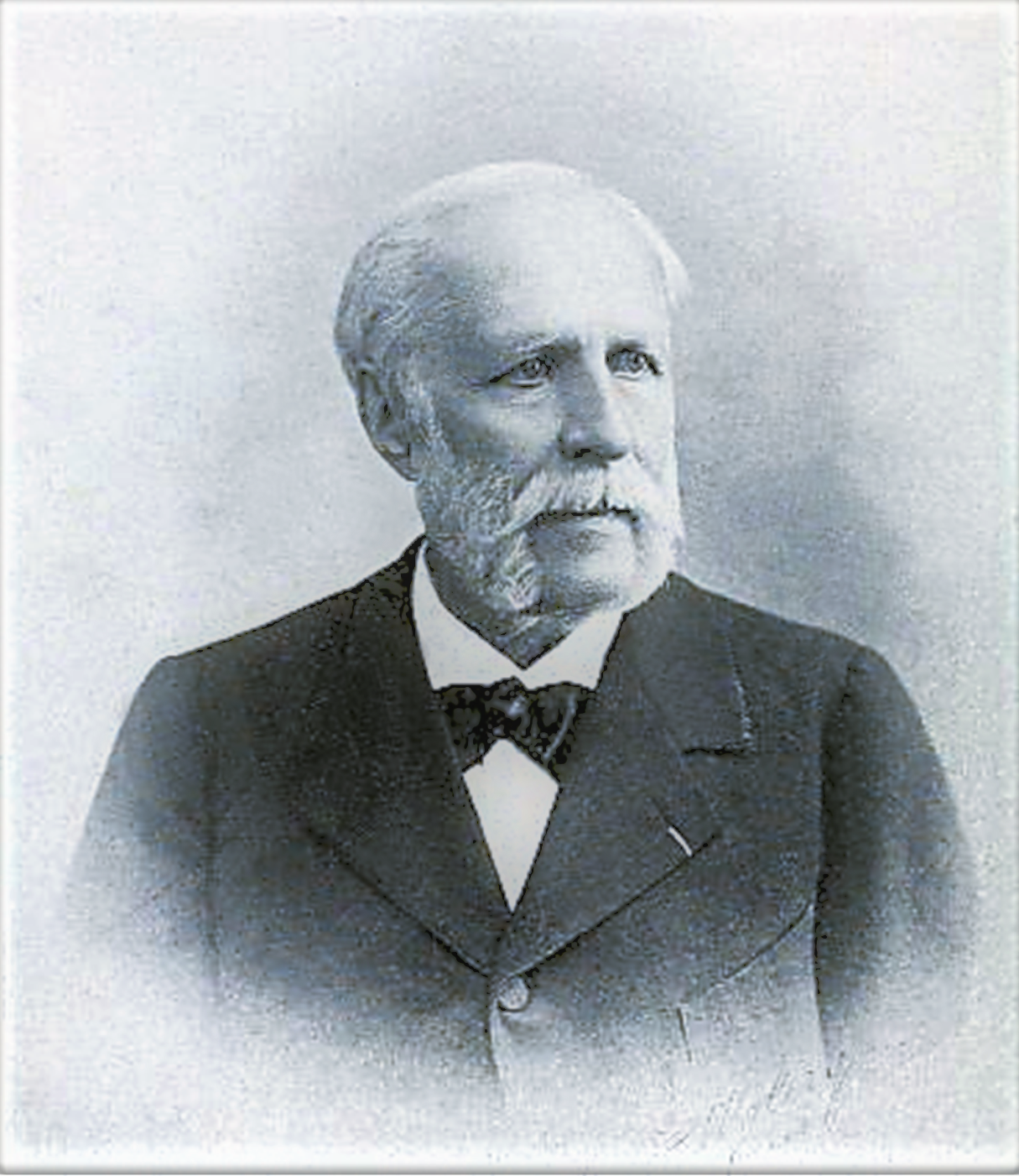
Jules de Seynes

ジュール・ド・セインヌ（Jules de Seynes、1833年1月16日 - 1912年10月18日）はフランスの植物学者である。フランス植物学会（Société botanique de France）の会長を務めた。
リヨンに生まれた。モンペリエ大学で自然科学を学び、1863年にパリ大学で研究し、教授となり医学部でも教えた。1854年に創立されたフランス植物学会の創立からの会員で1877年と1887年に会長を務めた。1900年にパリで開催された国際植物学会議 （International Botanical Congress :略称IBC）の議長を務めた。
ガール県の町ルソン（Rousson）の町長も務めた。
クヌギタケ科 Mycenaceae の菌類、Mycena seynesiiに献名された。

## 著作
- 1887 La moisissure de l'ananas. 5 pp.
- 1875 On Agaricus ascophorus Peck. 5 pp.
- 1860 Étude sur l'absorption gastro-intestinale